# 鄧斯坦 (緬因州)
鄧斯坦（英語：Dunstan）是位於美國緬因州坎伯蘭縣的一個普查規定居民點。

## 人口
根據2020年美國人口普查的數據，鄧斯坦的面積為8.26平方千米，當中陸地面積為8.19平方千米，而水域面積為0.07平方千米。當地共有人口2083人，而人口密度為每平方千米252.18人。